# 암호화폐 거래소

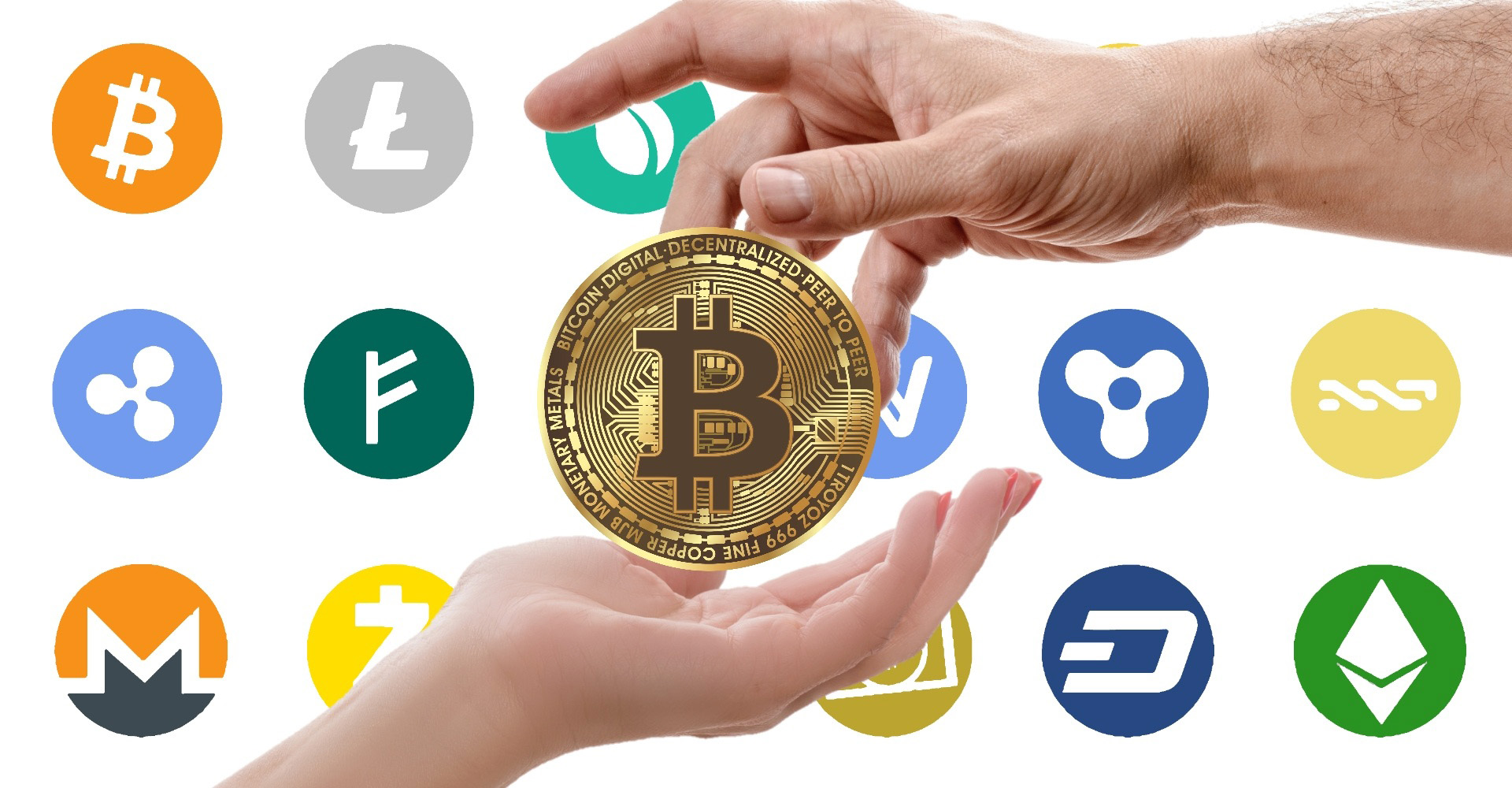

암호화폐 거래소(cryptocurrency exchange) 또는 디지털 화폐 거래소(digital currency exchange)는 사용자들이 비트코인 등 암호화폐 또는 디지털 화폐를 교환할 수 있는 거래소이다. 대한민국 정부에서는 가상통화 취급업소라는 용어를 사용한다. 운영 방식은 증권 거래소와 비슷하다. 주로 거래되는 품목은 비트코인, 이더리움, 모네로, 대시, 리플 등 암호화폐들이다.

## 정부 규제 및 세금
암호화폐#정부 규제 및 세금 문서 참조.

## 같이 보기
- 암호화폐
- 비트코인
- 초기 코인 제공(ICO)
- Mt. Gox
- BTC-e